# Кузнецов, Евгений Викторович
Евгений Викторович Кузнецов (21 апреля 1946, Ступино) — советский футболист, защитник, тренер.
Воспитанник московского «Динамо». С 1964 года — в составе «Динамо» Минск, в чемпионате СССР дебютировал 3 августа 1966 года в домашней игре против «Динамо» Тбилиси (3:1). Единственный гол забил 9 мая 1968, открыв счёт в домашней игре против ленинградского «Зенита» (2:1). Завершил карьеру в 1973 году, провёл в чемпионате 183 игры.
Окончил Белорусский институт физкультуры. В 1974—1988 годах — тренер СДЮШОР «Динамо» Минск, в 1989—1996 — тренер «Динамо», в 1992—1993 — тренер фарм-клуба.
Играл на любительском уровне нападающим за хоккейное «Динамо», чемпион БССР 1967/68.